# Hypolimnas mima
Hypolimnas mima är en fjärilsart som beskrevs av Henry Trimen 1869. Hypolimnas mima ingår i släktet Hypolimnas och familjen praktfjärilar. Inga underarter finns listade i Catalogue of Life.